# Bogo-Bogo
Bogo-Bogo ist ein Arrondissement im Departement Alibori in Benin. Es ist eine Verwaltungseinheit, die der Gerichtsbarkeit der Kommune Karimama untersteht. Gemäß der Volkszählung von 2013 hatte Bogo-Bogo 10.888 Einwohner, davon waren 5425 männlich und 5463 weiblich.
Bogo-Bogo liegt nördlich eines kleinen Ausläufers des Nationalpark W und westlich des Niger, der die natürliche Grenze zum Nachbarland Niger bildet. Eine Straße führt nach Karimama, wo Anschluss an die N15 besteht.